# Belno (województwo kujawsko-pomorskie)
Belno – wieś w Polsce położona w województwie kujawsko-pomorskim, w powiecie świeckim, w gminie Jeżewo.
W latach 1975–1998 miejscowość administracyjnie należała do województwa bydgoskiego. Według Narodowego Spisu Powszechnego (III 2011 r.) liczyła 261 mieszkańców. Jest piątą co do wielkości miejscowością gminy Jeżewo.

## Historia
Belno to stara kociewska wieś.Pierwsza historyczna nazwa pochodzi z 1328 r. i została zapisana jako Bedlno. następnie to: Bedeln (1400 r.), Bedlyn (1415 r.), Bedlino (1534 r.), Belno (1584 r.), niem. Bellno. Nazwę wsi interpretuje się dwojako: 1 - nazwa topograficzna pochodząca od nazwy grzybów jadalnych "bedłki", 2 - nazwa dzierżawcza pochodząca od słowa "Belbóg" (biały bóg) - to jest - imienia słowiańskiego bożka.
Pierwsza wzmianka historyczna o wsi pochodzi z 1328 r. i podaje, że wielki mistrz krzyżacki Werner von Orsela podarował wieś Belno, za oddane przysługi, Januszowi - sędziemu świeckiemu. Niestety źródła nie przekazują informacji o przynależności wsi do połowy XVI wieku. W latach 1570–1712 Belno należało do rodziny Kos. W następnych latach wieś często zmieniała właścicieli, by w 1805 r. znaleźć się w rękach rodu Wolszlegier herbu Bełty albo Groty. W 1864 r. Tekla Wolszlegier poślubiła Erazma Parczewskiego herbu Nałęcz i w ten sposób Belno stało się własnością Parczewskich. Krótko przed wybuchem wojny Belno nabyła rodzina Czajkowskich (lata 1938-1945). W 1945 r. majątek stał się własnością skarbu Państwa Polskiego. W 1947 r. część dawnych dóbr rozparcelowano. Na terenie tzw. Starego Belna utworzono 14 zagród rolniczych, natomiast po prawej stronie szosy Świecie-Laskowice utworzono tzw. Nowe Belno, gdzie powstało 28 gospodarstw rolnych zasiedlonych przede wszystkim przez osadników z centralnej i wschodniej Polski. Pierwsze dane o wielkości Belna pochodzą z końca XVI wieku - wtedy wieś miała 8 łanów (ok. 138 ha). Następnie w 1772 r. 9 łanów (ok.155 ha), w 1921 r. 622 ha. Liczbę mieszkańców wsi znamy z 1772 r., żyło ich w Belnie - 127. Warto odnotować fakt, iż we wsi mieszkało wtedy 48 Żydów. W sto lat później Belno zamieszkiwało 162 ludzi, z tego 138 było katolikami, 24 ewangelikami, natomiast wyznawców judaizmu nie odnotowano. Przy dworze od XIV wieku znajdowała się prywatna kaplica przydomowa. Źródła kościelne istnienie kapliczki odnotowały jeszcze w XVIII wieku. Poza niezbędnymi zabudowaniami gospodarskimi (stodoła, obora, chlewnia owczarnia, stajnia) we wsi stał dwór, który przetrwał do 1945 r. (zniszczony został w czasie wojny). Majątek uzupełniała gorzelnia, browar i młyn w osadzie Bedlenki nad rzeką Wdą, oddalonej od Belna ok. kilometra.
Spośród właścicieli Belna na uwagę zasługują rody Wolszlegierów i Parczewskich. Ród Wolszlegierów herbu Bełty (Groty) w XVII wieku zamieszkiwał w powiecie chojnickim. Był rodem niemieckim, który szybko się spolonizował. W 1794 r. Michał Wolszlegier nabył w rejonie Jeżewa wsie: Buczek, Laskowice i Piskarki. W 1805 r. dokupił jeszcze Belno, Bedlenki i Osłowo. Wolszlegierowie znani byli z dużej pobożności i nie szczędzili środków na utrzymanie jeżewskiej parafii, między innymi wsparli przebudowę kościoła w 1824 r. (w kościele parafialnym w Jeżewie można oglądać ławę kolatorską, na której obok herbu Sas umieszczono znak rodowy Wolszlegierów - Bełty albo Groty). W pobliżu kościoła w Jeżewie znajduje się mogiła Edwarda Wolszlegiera (1839-1908}.
Dla sprawy polskiej na Pomorzu Gdańskim znaczne zasługi poniosła rodzina Parczewskich, która pojawiła się w Belnie w 1864 r. Na przełomie XIX/XX wieku majątek Parczewskich w Belnie był swoistą ostoją polskości w powiecie świeckim, w którym dominowała własność niemiecka (poza Belnem jedynie majątek w Lipienkach leżący pod Jeżewem był w rekach polskich - rodu Sas-Jaworskich). Najwybitniejszym z Nich był Erazm Parczewski (1826-1915) – czołowy polski działacz polityczny i społeczny, poseł do parlamentu Rzeszy Niemieckiej. Uczestniczył w pracach wszystkich towarzystw polskich działających na terenie powiatu świeckiego. Działał na terenie dzisiejszej gminy Jeżewo. Zmarł w Świeciu, pochowany został w grobie rodzinnym w Jeżewie przy kościele parafialnym (poza Erazmem w mogile spoczywają: Tekla Parczewska z domu Wolszlegier ur. 1825 r., zm. 1893 r.; Wojciech Parczewski ur. 1867 r., zm. 1899 r.; Franciszek Parczewski ur. 1830 r., zm. 1882 r.; Izabella Parczewska ur. 1884 r., zm. 1885 r., Eraś (Erazm) Parczewski ur. 1916 r., zm. 1916 r.).